# Sega Lindbergh
Sega Lindbergh é uma placa de arcade desenvolvida pela Sega baseada na arquitetura dos computadores domésticos.
Apesar da Sega ter planejado originalmente basear o Lindbergh no sistema Xbox 360 da Microsoft, decidiu-se por utilizar um sistema baseado nos PCs. Devido a isso, se cogitou a possibilidade de se emular o sistema antes mesmo de seu lançamento, mas a Sega alega ter utilizado uma série de tecnologias anti-pirataria.

## Especificações
- CPU: Pentium 4 3.0 GHz com 1 megabyte de Cache L2, Hyper Threading e FSB de 800MHz
- RAM: 2x 512MB de memória DDR SDRAM a 400 MHz.
- GPU: Nvidia GeForce 6 256Bit GDDR3 256 MB, shader model 3.0
- Som: 64 canais, 5.1 S/PDIF
- LAN: On board, 10/100/1000 BASE-TX. Conector JVS I/O
- Serial: 2 canais (um pode ser configurado como 232C ou 422)
- Outros: Quatro portas USB, compatível com HDTV (alta definição), compatível com drives de DVD e o serviço online ALL.NET da Sega

## Jogos para Lindbergh

### Jogos lançados
- The House of the Dead 4 (2005)
- After Burner Climax (2006)
- Initial D Arcade Stage 4 (2006)
- The House of the Dead 4 Special (2006)
- Virtua Fighter 5 (2006)
- Power Smash 3: Sega Professional Tennis (2006)
- Let's Go Jungle!: Lost on the Island of Spice (2006)
- Ghost Squad Evolution (2007)
- Initial D Arcade Stage 4 Limited (2007)
- Let's Go Jungle! Special: Lost on the Island of Spice (2007)
- OutRun 2 SP SDX (2007)
- Sega Network Casino Club (2007)
- Virtua Fighter 5 Ver.B (2007)
- Virtua Fighter 5 Ver.C (2007)
- Sega Network Casino Club 2 (2008)
- Primeval Hunt (2008)
- Virtua Fighter 5 Ver.D (2008)
- Sega Race TV (2008)
- Initial D Arcade Stage 4 Break (2008)
- Virtua Fighter 5R (2008)
- RAMBO (2008)
- The House of The Dead EX (2008)
- R-Tuned - Ultimate Street Racing (2008)
- Touch Striker (2009)
- Harley Davidson - King of the Road (2009)
- Hummer (2009)
- Initial D Arcade Stage 5 (2009)

### Não-lançados
- Psy-Phi — (2006) (protótipo)

### Jogos para Lindbergh Red

#### Jogos lançados
- 2 SPICY — (2007)

### Jogos para Lindbergh Blue

#### Jogos lançados
- Derby Owners Club 2008 — (2007)
- Mahjong MJ4 — (2008)
- Quest of D VS — (2008)